# ルイ・フィリップ橋
ルイ・フィリップ橋Pont Louis-Philippeは、フランスのパリ、セーヌ川に架かる橋である。4区のノートルダム地区とサン・ジェルヴェ地区を結んでいる。
1833年7月29日、ルイ・フィリップは彼が王座につくことになった『栄光の三日間』を祝うために、彼自身の名が付けられたこの橋の礎石を据えた。マーク・セギンとその息子達によるルイ・フィリップ橋は流れに対してやや斜めに架かっていた。実際に通行が開始されたのは1834年7月26日からであった。しかしこの橋は1848年の2月革命で焼失してしまい、再建されたあとは『改革橋』と呼ばれていた。
その後交通量が増加したため、現在の橋に架けかえられることになった。設計、施工を担当したのはエドモン・ジュール・フェリーヌ・ロマニとジュール・サヴァランであった。1860年8月から建設が始まり、1862年4月に以前の橋よりも少し上流に完成した。今度の橋はセーヌ川に対して直角に架かっている。橋脚は4mの太さがあり、金属製のバラを石製の木の枝が取り囲むという装飾が取り付けられている。1995年に風雨で痛んだ欄干の補修が行われた。

## 交通
- メトロ7号線 ポン・マリー駅Pont Marie下車

## 隣の橋
（上流）シュリー橋―マリー橋―ルイ・フィリップ橋―アルコル橋―ノートルダム橋（下流）